# (6476) 1987 VT
1987 في تي (ويعرف أيضًا باسم (6476) 1987 في تي وفق تسمية الكوكب الصغير) (بالإنجليزية: 1987 VT)‏ هو كويكب ضمن حزام الكويكبات؛ وترتيبه 6476 من حيث الاكتشاف.
اكتُشف هذا الجُرم الفلكي بواسطة Zdeňka Vávrová ‏ في 15 نوفمبر 1987.

## وصلات خارجية
- (6476) 1987 VT في قاعدة بيانات مختبر الدفع النفاث لأجرام النظام الشمسي الصغيرة

- الاكتشاف · مخطط المدار ·  العناصر المدارية · المعلمات المادية

- (6476) 1987 VT على موقع ويكي سكاي: DSS2, SDSS, GALEX, IRAS, Hydrogen α, X-Ray, Astrophoto, Sky Map, Articles and images